# Holymoorside
Holymoorside – wieś w Anglii, w hrabstwie Derbyshire, w dystrykcie North East Derbyshire. Leży 32 km na północ od miasta Derby i 211 km na północny zachód od Londynu.